# 上海有軌電車
上海有軌電車（シャンハイゆうきでんしゃ、中文表記: 上海有轨电车、英文表記: Shanghai Tram）は中華人民共和国上海市の路面電車システムである。

## 沿革
- 2007年12月23日に張江有軌電車が着工。
- 2009年12月31日に張江有軌電車が開業。
- 2018年12月26日に松江有軌電車2号線が開業。
- 2019年8月10日に松江有軌電車1号線一期目が開業。
- 2019年12月30日に松江有軌電車1号線二期目が開業[1]。
- 2023年6月1日をもって張江有軌電車路線バスに置き換えられ運行が停止された[2][3]。

## 運営中の路線
- 松江有軌電車1号線
- 松江有軌電車2号線

## 廃止の路線
- 張江有軌電車